# Robert Lesbounit
Robert Lesbounit (* 1904; † 1989) war ein französischer Maler und Bildhauer.
Er war der Meinung, dass man sich im 20. Jahrhundert nicht mehr nur an die reiche, aufgeklärte Kundschaft richten sollte und dass es die Kunst an öffentlichen Plätzen braucht, an Mauern und Wänden, sozusagen eine Mauer- und Wandkunst. Er gestaltete zahlreiche Fassaden von öffentlichen Gebäuden. Er gab in Paris auch Abendkurse, die von anderen Künstlern besucht wurden, bevor sie berühmt wurden, so beispielsweise Jean Ipoustéguy.